# Edgar Seligman

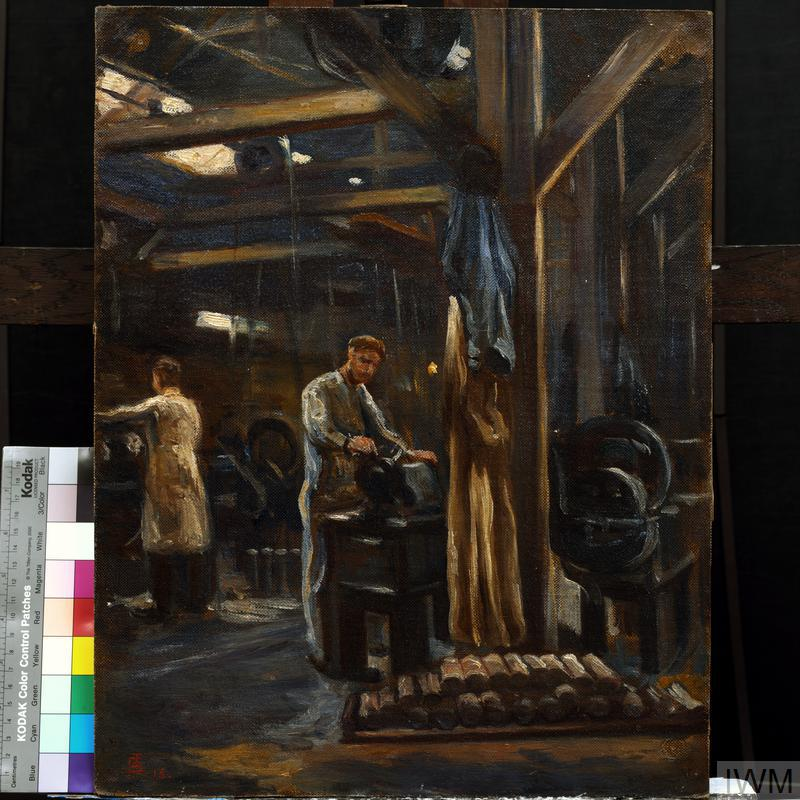
Belgian Steel Factory, Goldhawk Road, W12 - Workers (1918) – obraz Seligmana.

Edgar Isaac Seligman (ur. 14 kwietnia 1867 w San Francisco, zm. 27 września 1958 w Londynie) – brytyjski szermierz oraz malarz, trzykrotny medalista olimpijski.

## Życiorys
Urodził się w San Francisco w rodzinie niemiecko-żydowskiej, później cała rodzina Seligmanów przeniosła się do Londynu. Walczył w II wojnie burskiej jako kapral w formacji Imperial Yeomanry oraz był malarzem - jego prace malarskie wystawiano w Royal Academy of Arts i Fine Art Society. W 1928 i 1932 brał udział w Olimpijskim Konkursie Sztuki i Literatury. Był również wiceprzewodniczącym związku szermierczego Amateur Fencing Association.
Na igrzyskach olimpijskich w Atenach w 1896 roku został zgłoszony do startu w turnieju indywidualnym szablistów, jednak ostatecznie nie wystartował. Wziął udział w olimpiadzie w Atenach w 1906 roku, gdzie wspólnie z Williamem Grenfellem, Cosmo Duffem-Gordonem i Charlesem Newtonem-Robinsonem zdobył srebrny medal w szpadzie drużynowej. Startował tam również w szpadzie indywidualnej i florecie indywidualnym, jednak nie awansował do finałów. Następnie wystąpił na igrzyskach olimpijskich w Londynie w 1908 roku, razem z Edgarem Amphlettem, Leafem Daniellem, Cecilem Haigiem, Robertem Montgomerie i Martinem Holtem ponownie był drugi w szpadzie drużynowej. Kolejny medal zdobył na igrzyskach olimpijskich w Sztokholmie w 1912 roku, gdzie Brytyjczycy w składzie: Edgar Seligman, Robert Montgomerie, Percival Davson, Arthur Everitt, Sydney Martineau i Martin Holt zajęli drugie miejsce w szpadzie drużynowej. Był też szósty w szpadzie indywidualnej i florecie indywidualnym. Podczas igrzysk olimpijskich w Antwerpii w 1920 roku, był piąty we florecie drużynowym i siódmy w szpadzie drużynowej. Na igrzyskach olimpijskich w Paryżu w 1924 roku startował w kilku konkurencjach, do finału awansując tylko we florecie indywidualnym. Wycofał się jednak z rywalizacji zanim stoczył jakikolwiek pojedynek rundy finałowej. Startował także w olimpijskich konkursach sztuki na igrzyskach w Amsterdamie (1928) i igrzyskach w Los Angeles (1932), jednak nie zdobył medalu.
Był sześciokrotnym mistrzem Wielkiej Brytanii w trzech konkurencjach szermierczych: w szpadzie (1904, 1906); we florecie (1906, 1907) oraz w szabli (1923, 1924). Był pierwszym szermierzem, który zdobył mistrzostwo Wielkiej Brytanii we wszystkich trzech broniach. Osiągnięcie to wyrównał później Bill Hoskyns, jednak tylko Seligman dokonał tego dwukrotnie.